# Baja (bergstopp)
Baja är en bergstopp i Antarktis. Den ligger i Sydshetlandsöarna. Argentina, Chile och Storbritannien gör anspråk på området.
Terrängen runt Baja är lite kuperad. Havet är nära Baja åt sydväst. Trakten är glest befolkad. Närmaste befolkade plats är Escudero Station, 18,8 kilometer nordväst om Baja. 